# 洒落 (オレンジスパイニクラブの曲)
『洒落』（しゃれ）は、日本のロックバンド・オレンジスパイニクラブのメジャー7作目の配信シングルである。

## 概要
- 前作「ハルによろしく」から約1ヶ月ぶりのシングル。
- 前作に続いてプロデューサーにトオミヨウを迎えて制作された[1]。
- 5月17日にリリースが発表され、ジャケット写真も公開した[1]。
- リリースに先んじて、5月17日にFM FUJI「四千ミルク」にて初オンエア[1]。

## 収録曲
1. 洒落 [2:15]
作詞・作曲：スズキユウスケ
編曲：トオミヨウ
  - 男心を歌った歌詞とポップなメロディが特徴の楽曲[1]。